# Oratorio di Santa Margherita
Oratorio di Santa Margherita ou Oratório de Santa Margarida, conhecida também como Santa Margherita in Prigione, era uma igreja de Roma, Itália, localizada no rione Esquilino, na via Carlo Felice, e desconsagrada provavelmente na década de 1930. Ocupava uma das torres da Muralha Aureliana e era dedicada a Santa Margarida de Antioquia.

## História
Este oratório está localizado no interior da quarta torre da Muralha Aureliana, uma transformação realizada ainda na Idade Média. Desta época (século XIII ou XIV) resta apenas um ciclo de afrescos com imagens de São Paulo e Santa Margarida de Antioquia: descobertos em 1932, foram destacados e agora estão conservados no museu da basílica de Santa Croce in Gerusalemme.
O local, conhecido antigamente como "Prisão de Santa Margarida", tornou-se um eremitério provavelmente no século XII e a torre transformou-se numa igreja no século seguinte. Várias bulas papais ofereciam indulgências aos peregrinos que visitassem o eremitério, especialmente no dia da santa (20 de julho). Além disso, o pequeno oratório ficava perto do caminho que levava da Basílica de São João de Latrão até Santa Croce, utilizada pela maioria dos peregrinos que visitavam as sete basílicas. 
A capela permaneceu aberta até 1878, quando foi fechada por causa do desgaste da estrutura. Depois de muitos protestos, foi reaberta em 1914. Algumas obras foram realizadas na torre a partir de 1932 para tentar controlar uma inclinação que ameaçava levar ao desabamento da estrutura, o que parece ter sido o motivo da desconsagração. Depois de uma nova reforma em 1978, está em curso um projeto de recuperação da estrutura e do ambiente, acrescentando ao local um controle melhor das condições climáticas, para que, no futuro, ele receba de volta o afresco medieval.
Outro exemplo de uma capela numa das torres da Muralha Aureliana é Santa Maria dell'Arco in un Torrione, no rione San Saba.